# Життя як цирк
«Життя як цирк» («Пригоди покинутого чоловіка») — українська лірична кінокомедія 2000 року режисера Євгена Шишкіна.

## Синопсис
Дружина застукала Євгена з коханкою і пішла від нього. Болісні спроби примирення з дружиною ні до чого не приводили. Тоді він вирішив одружитися вдруге та знайти наречену за телефонним довідником, для чого й придумав план...

## У ролях
- Дмитро Лалєнков — Євген Верес, головна роль
- Олена Стефанська — Лола Верес
- Римма Зюбіна — Анна Іванівна
- Володимир Горянський — Вікентій
- Микола Боклан — Дмитро
- Світлана Орліченко — Наталя
- Ганна Левченко — Марія
- Віталій Лінецький — «Красунчик»
- Давид Бабаєв — «Крутий»
- Олена Свірська — дівчинка за викликом
- Тетяна Коновалова — епізод
- Назар Задніпровський — Костянтин
- Олена Узлюк — Христина
- Юлія Волчкова — епізод
- Марія Розуменко — Юля
- Євген Шишкін — водій
- Вія Кальве — Віра

## Творча група
- Режисер-постановник: Євген Шишкін
- Сценарист: Євген Шишкін
- Оператор-постановник: Володимир Басс
- Оператор: Олександр Лен
- Композитор: В'ячеслав Назаров
- Звукооператор: Олександр Ренков, Олексій Стремовський
- Режисер монтажу: Андрій Орлов
- Художник-декоратор: Сергій Скрекотень
- Художник-гример: Тетяна Татаренко
- Директор картини: Лариса Халяніна